# عدس (جنس)
العَدَس (باللاتينية: Lens) جنس نباتي يتبع الفصيلة البقولية المعروفة بقدرتها على تثبيت النيتروجين الجوي من خلال بكتيريا المستجذرة. يضم هذا الجنس عدة أنواع أهمها العدس.

## الأنواع
- العدس المطبخي (باللاتينية: Lens culinaris)
- العدس المسود (باللاتينية: Lens nigricans)
- عدس بلسني (الاسم العلمي:Lens ervoides)
- عدس الهيمالايا (الاسم العلمي:Lens himalayensis)
- عدس كوتشي (الاسم العلمي:Lens kotschyana)
- عدس لاموتي (الاسم العلمي:Lens lamottei)
- عدس مونتبريتي (الاسم العلمي:Lens montbretii)
- عدس حبشي (الاسم العلمي:Lens abyssinica)
- عدس قلبي (الاسم العلمي:Lens cordata)
- عدس ثنائي البذور (الاسم العلمي:Lens disperma)
- عدس هوهناكري (الاسم العلمي:Lens hohenackeri)
- عدس بطيئ (الاسم العلمي:Lens lentoides)
- عدس قرصي (الاسم العلمي:Lens nummularia)
- عدس مسوق (الاسم العلمي:Lens peduncularis)
- عدس مزروع (الاسم العلمي:Lens sativa)
- عدس تينوري (الاسم العلمي:Lens tenorei)
- عدس أحادي الزهرة (الاسم العلمي:Lens uniflora)
- عدس شائع (الاسم العلمي:Lens vulgaris)